# Gunung Lampahan (berg i Indonesien)
Gunung Lampahan är ett berg i Indonesien.   Det ligger i provinsen Aceh, i den västra delen av landet, 1 600 km nordväst om huvudstaden Jakarta. Toppen på Gunung Lampahan är 583 meter över havet, eller 114 meter över den omgivande terrängen. Bredden vid basen är 1,1 km.
Terrängen runt Gunung Lampahan är kuperad åt sydost, men åt nordväst är den bergig. Terrängen runt Gunung Lampahan sluttar österut.Runt Gunung Lampahan är det mycket glesbefolkat, med 2 invånare per kvadratkilometer. I omgivningarna runt Gunung Lampahan växer i huvudsak städsegrön lövskog.